# Гусев, Николай Иванович (военный)
Никола́й Ива́нович Гу́сев (15 (27) ноября 1897 — 6 мая 1962) — советский военачальник, командующий рядом армий в годы Великой Отечественной войны. Генерал-полковник (05.05.1945).

## Биография
Родился в деревне Бродниково ныне Торжокского района Тверской области. Из крестьянской семьи. Окончил сельскую школу. В 13 лет уехал в Санкт-Петербург, где трудился в шапочной мастерской.
Служил в Русской императорской армии с апреля 1916 года, окончил учебную команду 9-го запасного кавалерийского полка в городе Тайцы. Служил в 3-м Прибалтийском конном полку, старший унтер-офицер.

## Гражданская война и межвоенное время
В Красной Армии с сентября 1918 года. В годы Гражданской войны с сентября 1918 года Н. И. Гусев — младший командир 7-го кавалерийского полка в городе Ржев, с марта 1919 года служил в 51-й стрелковой дивизии, квартирмейстер отдельного кавалерийского дивизиона, начальник хозяйственной команды 51-го кавалерийского полка. Участвовал в боях на Восточном фронте против войск адмирала А. В. Колчака, с июля 1920 года на Юго-Западном и Южном фронтах — против войск генерала П. Н. Врангеля и вооружённых формирований Революционной повстанческой армии Украины Н. И. Махно. В 1919 году вступил в РКП(б).
В межвоенный период с июля 1921 года Н. И. Гусев продолжал служить в этой же дивизии, командир взвода и эскадрона 51-го кавалерийского полка, с 1922 года командовал отдельным кавалерийским дивизионом. С июня 1923 года — слушатель Высших повторных командных курсов в городе Харьков, затем с 1924 года — вновь командовал отдельным кавалерийским дивизионом в 51-й стрелковой дивизии. С июля 1925 года — помощник командира 1-го кавалерийского полка, а с 1926 года — начальник штаба 2-го кавалерийского полка в составе 1-й кавалерийской дивизии Червоного казачества. С 1928 года по 1929 год учился сначала на Курсах усовершенствования командного состава ПВО при школе зенитной артиллерии, затем на кавалерийских Курсах усовершенствования командного состава в городе Новочеркасск. По их окончании вновь служил в 1-й кавалерийской дивизии Червоного казачества, командир и комиссар 2-го кавалерийского полка, начальник штаба дивизии. С января 1935 года Н. И. Гусев — начальник 2-го и 4-го отделений 4-го отдела Штаба РККА, с ноября 1937 года — секретарь партбюро, а с сентября 1939 года — исполняющий должность военного комиссара Штаба РККА (с сентября 1939 года — Генштаб РККА). С июля 1940 года на учёбе в Академии Генерального штаба РККА (окончил её по сокращённой программе сразу после начала войны).

## Великая Отечественная война
В начале Великой Отечественной войны с 9 июля 1941 года Н. И. Гусев — командир 25-й отдельной кавалерийской дивизии, с которой воевал на Северо-Западном и Волховском фронтах. С 20 января 1942 года — командир 13-го кавалерийского корпуса, с 26 июня — командующий 4-й армией на Волховском фронте. Успешно командовал войсками в оборонительных боях на дальних подступах к Ленинграду.
С 30 октября 1943 — командующий 20-й армией, находившейся в резерве Ставки ВГК, затем в составе 2-го Прибалтийского и Ленинградского фронтов. С 28 апреля 1944 года — командующий 47-й армией в составе 1-го Белорусского фронта. Принимал активное участие в Люблин-Брестской операции. Армия под командованием Н. И. Гусева успешно прорвала оборону противника, освободила город Ковель, форсировала реку Западный Буг и развернула наступление на территории Польши. В августе она продолжила наступательные бои и к концу месяца вышла к реке Висла в районе Варшавы. Возобновив 10 сентября наступление, войска армии после 4-дневных боёв 14 сентября штурмом овладели крепостью Прага (предместье Варшавы).
С 15 декабря 1944 и до конца войны — командующий 48-й армией. Под командованием Н. И. Гусева войска армии в составе 2-го Белорусского, с 11 февраля 3-го Белорусского фронтов участвовали в Восточно-Прусской операции, в ходе которой 25 марта 1945 года вышли к заливу Фришес-Хафф, где вели оборонительные и наступательные бои против войск противника на Балтийском побережье.

## Послевоенная служба

Могила Гусева на Новодевичьем кладбище Москвы.

После войны, с июля 1945 года Н. И. Гусев — командующий войсками Казанского военного округа вплоть до его расформирования. С июля 1946 года в Белорусском военном округе командовал сначала 3-й армией (штаб — город Слуцк), а с марта 1947 года — 28-й армией (штаб — город Гродно). С апреля 1949 года командовал Отдельной механизированной армией в Румынии. С июля 1950 года — главный военный советник Министерства национальной обороны Чехословацкой народной армии, он же военный атташе СССР в Чехословакии. С июля 1954 года — заместитель начальника 10-го управления Генерального штаба, с мая 1956 года — одновременно заместитель начальника штаба Объединённых вооружённых сил государств — участников Варшавского договора. С декабря 1960 года — начальник 10-го Главного управления Генштаба.
Депутат Верховного Совета СССР II и III созывов (1946—1954). Скончался 6 мая 1962 года в Москве, похоронен на Новодевичьем кладбище города.

## Воинские звания
- полковник (26.11.1935)
- комбриг (14.11.1939)
- генерал-майор (9.12.1941)
- генерал-лейтенант (25.09.1943)
- генерал-полковник (5.05.1945)

## Награды
- Два ордена Ленина (21.02.1945, 29.06.1945)[5]
- Четыре ордена Красного Знамени (10.02.1943, 21.02.1944, 3.11.1944, 20.06.1949)
- Два ордена Суворова I степени (23.08.1944, 10.04.1945)
- Орден Красной Звезды (31.12.1939)
- Орден «Знак Почёта» (22.02.1938)
- Медаль «За оборону Ленинграда»
- Медаль «За взятие Кёнигсберга»
- Медаль «За победу над Германией в Великой Отечественной войне 1941—1945 гг.»
- Медаль «XX лет Рабоче-Крестьянской Красной Армии»
- Медаль «30 лет Советской Армии и Флота»
- Медаль «40 лет Вооружённых Сил СССР»
- Медаль «В память 250-летия Ленинграда»

Ордена и медали иностранных государств
- Орден «За воинскую доблесть» (Польша)
- Медаль «Победы и Свободы» (Польша)
- Медаль «За Одру, Нису и Балтику» (Польша)
- Медаль «Братство по оружию» (Польша)

## Киновоплощение
- 1953 — «Солдат Победы». В роли Николая Гусева — Ежи Петрашкевич[пол.]